# Teofan (Aszurkow)
Teofan, imię świeckie Iwan Andriejewicz Aszurkow (ur. 21 maja 1947 w Dmitrijewie Lgowskim, zm. 20 listopada 2020 w Moskwie) – metropolita Rosyjskiego Kościoła Prawosławnego.

## Życiorys
Po ukończeniu szkoły średniej i odbyciu służby wojskowej, uzyskał w 1972 dyplom seminarium duchownego w Moskwie. Następnie rozpoczął naukę w Moskiewskiej Akademii Duchownej. W 1973 wstąpił jako posłusznik do ławry Troicko-Siergijewskiej. 19 grudnia tego samego roku złożył wieczyste śluby zakonne przed przełożonym ławry archimandrytą Hieronimem. 14 stycznia 1974 został hierodiakonem. W 1976 metropolita tulski i bielowski Juwenaliusz udzielił mu święceń kapłańskich. W tym samym roku ukończył Moskiewską Akademię Duchowną.
W 1977 Święty Synod Rosyjskiego Kościoła Prawosławnego skierował go na misję w Jerozolimie. W 1979 podniesiony do godności ihumena i nagrodzony prawem noszenia krzyża z ozdobami. Po powrocie w 1982 przez dwa lata żył w ławrze Troicko-Siergijewskiej. Następnie został wyznaczony na sekretarza Egzarchatu Ameryki Południowej i Środkowej, którą to funkcję pełnił do 1987. Od 1985 archimandryta. W latach 1989–1993 był oficjalnym przedstawicielem patriarchy Moskwy przy Patriarchacie Aleksandryjskim. Między 28 grudnia 1999 a 8 października 2000 był przedstawicielem patriarchy Moskwy przy Patriarchacie Antiochii.
7 października 2000 otrzymał nominację na biskupa magadańskiego i sinegorskiego. 26 listopada 2000 miała miejsce jego chirotonia biskupia, w której jako konsekratorzy wzięli udział patriarcha Aleksy II, metropolita kruticki i kołomieński Juwenaliusz, metropolita smoleński i kaliningradzki Cyryl, arcybiskup rostowski i nowoczerkaski Pantelejmon, arcybiskup twerski i kaszyński Wiktor, biskup oriechowo-zujewski Aleksy oraz biskup krasnogorski Sawa.
7 maja 2003 przeniesiony na katedrę stawropolską i władykaukaską. W 2008 podniesiony do godności arcybiskupiej. W 2011 przeniesiony ponownie, tym razem na katedrę czelabińską i złatoustowską. W 2012 został podniesiony do godności metropolity. W 2014 mianowany ordynariuszem eparchii symbirskiej, pozostał na katedrze przez rok, do 2015, gdy przeniesiono go na katedrę kazańską. W tym samym roku objął obowiązki rektora seminarium duchownego w Kazaniu, a następnie w 2017 roku także kierownika jego katedry islamoznawstwa. 
Dwukrotny deputowany Izby Społecznej Federacji Rosyjskiej (kadencje z 2006 i 2008).
Zmarł w 2020 roku na COVID-19. Został pochowany na terenie monasteru Kazańskiej Ikony Matki Bożej w Kazaniu, który w okresie jego pozostawania na katedrze kazańskiej był odbudowywany ze zniszczeń z okresu radzieckiego.